# Zambia Bata Shoe Company
Zambia Bata Shoe Company ist eine Aktiengesellschaft in Lusaka. Sie befindet sich in Besitz der Bata Shoe Company International und wird von Bata Asia Pacific-Africa mit Sitz in Singapur geleitet. Sie wird an der Börse (Lusaka Stock Exchange) quotiert, also nicht gehandelt. Ihr Sitz ist in Lusaka. 
Das Unternehmen wurde 1937 gegründet und produziert verschiedene Schuhe, jedoch keine Turnschuhe. Die Produktpalette reicht vom Lederschuh bis zur Plastiksandale für den heimischen Markt und für den Export. Es werden etwa 300 Personen beschäftigt. Der Jahresumsatz 2006 betrug US$ 5,7 Mio.
Das Unternehmen hat Niederlassungen in Petauke, Mongu und Kasama.
Bata betrieb 50 Kilometer von Lusaka entfernt im Bezirk Kafue die größte Gerberei Sambias. Sie wurde an die DarFarms-Gruppe verkauft, welche verschiedene Unternehmen für die Verarbeitung von Agrarerzeugnissen und im Transportsektor betreibt.